# Ministri del turismo della Romania
Questo elenco comprende i ministri del turismo della Romania a partire dal 1989.

## Lista dei ministri del turismo
Tra il 28 giugno 1990 e il 19 novembre 1992 il Ministero del turismo è stato accorpato al Ministero del commercio e del turismo. Per la lista dei ministri in tale periodo vedi Ministri del commercio della Romania.
Tra il 19 giugno 2003 e il 5 aprile 2007 le attribuzioni relative alla gestione dello turismo sono state detenute dal Ministero dei trasporti, delle costruzioni e del turismo. Per la lista dei ministri in tale periodo vedi Ministri dei trasporti e delle infrastrutture della Romania. Tra il 5 aprile 2007 e il 22 dicembre 2008 sono state gestite dal Ministero per la piccola e media impresa, il commercio, il turismo e le professioni liberali. Per i relativi ministri vedi Ministri del commercio della Romania.
Tra il 23 dicembre 2009 e il 21 dicembre 2012 il turismo è stato competenza del Ministero dello sviluppo regionale e del turismo. Per i ministri vedi Ministri dello sviluppo della Romania.
Tra il 21 dicembre 2012 e il 25 novembre 2021 è stato in subordine al ministero dell'economia. Vedi Ministri dell'economia della Romania.
A partire dal 25 novembre 2021 è stato competenza del Ministero dell'imprenditoria e del turismo. Per i relativi ministri vedi Ministri del commercio della Romania.
| Ministro                                                                                | Ministro       | Ministro                      | Partito                                                                              | Governo           | Mandato          | Mandato          | Leg.        |
| Ministro                                                                                | Ministro       | Ministro                      | Partito                                                                              | Governo           | Inizio           | Fine             | Leg.        |
| --------------------------------------------------------------------------------------- | -------------- | ----------------------------- | ------------------------------------------------------------------------------------ | ----------------- | ---------------- | ---------------- | ----------- |
| Turismo (Ministerul turismului)                                                         |                |                               |                                                                                      |                   |                  |                  |             |
|                                                                                         |                | Mihai Lupoi (1953-2012)       | Fronte di Salvezza Nazionale                                                         | Governo Roman I   | 2 gennaio 1990   | 7 febbraio 1990  | Provvisoria |
| Il 28 giugno 1990 accorpato al Ministero del commercio e del turismo                    |                |                               |                                                                                      |                   |                  |                  |             |
|                                                                                         |                | Matei Agathon Dan (1949)      | Fronte Democratico di Salvezza Nazionale Partito della Democrazia Sociale di Romania | Governo Văcăroiu  | 19 novembre 1992 | 12 dicembre 1996 | II          |
|                                                                                         |                | Ákos Birtalan (1962-2011)     | Unione Democratica Magiara di Romania                                                | Governo Ciorbea   | 12 dicembre 1996 | 17 aprile 1998   | III         |
|                                                                                         |                | Sorin Frunzăverde (1960-2019) | Partito Democratico                                                                  | Governo Vasile    | 17 aprile 1998   | 16 dicembre 1998 | III         |
| Il 16 dicembre 1998 ministero dismesso                                                  |                |                               |                                                                                      |                   |                  |                  |             |
|                                                                                         |                | Matei Agathon Dan (1949)      | Partito della Democrazia Sociale di Romania Partito Social Democratico               | Governo Năstase   | 28 dicembre 2000 | 19 giugno 2003   | IV          |
| Il 19 giugno 2003 accorpato al Ministero dei trasporti, delle costruzioni e del turismo |                |                               |                                                                                      |                   |                  |                  |             |
|                                                                                         |                | Elena Udrea (1977)            | Partito Democratico Liberale                                                         | Governo Boc I     | 22 dicembre 2008 | 23 dicembre 2009 | VI          |
| Il 23 dicembre 2009 accorpato al Ministero dello sviluppo regionale e del turismo       |                |                               |                                                                                      |                   |                  |                  |             |
|                                                                                         |                | Mircea-Titus Dobre (1978)     | Partito Social Democratico                                                           | Governo Grindeanu | 4 gennaio 2017   | 29 giugno 2017   | VIII        |
| Governo Tudose                                                                          | 29 giugno 2017 | Mircea-Titus Dobre (1978)     | Partito Social Democratico                                                           | 29 gennaio 2018   |                  |                  | VIII        |
|                                                                                         |                | Bogdan Trif (1977)            | Partito Social Democratico                                                           | Governo Dăncilă   | 29 gennaio 2018  | 4 novembre 2019  | VIII        |
| Il 4 novembre 2019 ministero dismesso                                                   |                |                               |                                                                                      |                   |                  |                  |             |